# Condado de Jacarilla
El condado de Jacarilla es un título nobiliario español creado por el rey Alfonso XIII en favor de Estanislao de Cubas y Urquijo —nieto de Francisco de Cubas, I marqués pontificio de Cubas, y I marqués de Fontalba— mediante real decreto del 23 de junio de 1919 y despacho expedido el 18 de noviembre del mismo año.

## Condes de Jacarilla
|                           | Titular                        | Periodo                   |
| Creación por Alfonso XIII | Creación por Alfonso XIII      | Creación por Alfonso XIII |
| ------------------------- | ------------------------------ | ------------------------- |
| I                         | Estanislao de Cubas y Urquijo  | 1919-1946                 |
| II                        | Francisco de Cubas y López     | 1951-1978                 |
| III                       | Estanislao de Cubas y Saavedra | 1981-hoy                  |

## Historia de los condes de Jacarilla
- Estanislao de Cubas y Urquijo (m. Madrid, 3 de mayo de 1946), I conde de Jacarilla, teniente coronel de caballería, caballero del Real Cuerpo de Caballeros Hijosdalgo de la Nobleza de Madrid.[1][3]
Casó con María Luisa López-Oyarzábal y Bas.[1] El 31 de marzo de 1956 le sucedió su hijo:[4]

- Francisco de Cubas y López-Bas (m. Madrid, 18 de noviembre de 1978), II conde de Jacarilla.

Casó con Carmen Saavedra y Aristeguieta. El 24 de septiembre de 1981, previa orden del 11 de noviembre de 1980 para que se expida la correspondiente carta de sucesión (BOE del día 21), le sucedió su hijo:
- Estanislao de Cubas y Saavedra, III conde de Jacarilla.

Casó con María Inmaculada Esparza San Juan.